# Lätt tungvikt i grekisk-romersk stil i brottning vid olympiska sommarspelen 1972
Herrarnas brottningsturnering i grekisk-romersk stil i viktklassen lätt tungvikt vid olympiska sommarspelen 1972 avgjordes i Fairgrounds, Judo and Wrestling Hall i München. 

## Medaljörer
| Klass         | Guld                              | Silver                    | Brons                      |
| Lätt tungvikt | Valerij Rezantsev · Sovjetunionen | Josip Čorak · Jugoslavien | Czesław Kwieciński · Polen |

## Resultat
Legend
- TF — Vinst genom fall
- IN — Vinst genom att motståndaren skadas
- DQ — Vinst genom passivitet
- D1 — Vinst genom passivitet, vinnaren är också passiv
- D2 — Båda brottarna förlorade på grund av passivitet
- FF — Vinst genom förverkande
- DNA — Anlände inte
- TPP — Totala straffpoäng
- MPP — Matchstraffpoäng

Straff
- 0 — Vinst genom fall, teknisk överlägsenhet, passivitet, skada och förverkande
- 0.5 — Vinst på poäng, 8-11 poängs skillnad
- 1 — Vinst på poäng, 1-7 poängs skillnad
- 2 — Vinst på passivitet,  vinnaren är också passiv
- 3 — Förlust på poäng, 1-7 poängs skillnad
- 3.5 — Förlust på poäng, 8-11 poängs skillnad
- 4 — Förlust genom fall, teknisk överlägsenhet, passivitet, skada och förverkande

### Elimineringsrunda

#### Omgång 1
| TPP | MPP |                        | Poäng |                              | MPP | TPP |
| --- | --- | ---------------------- | ----- | ---------------------------- | --- | --- |
| 3   | 3   | Roland Andersson (SWE) |       | Wayne Baughman (USA)         | 1   | 1   |
| 0   | 0   | Håkon Øverby (NOR)     | 7:42  | Günter Kowalewski (FRG)      | 4   | 4   |
| 2   | 2   | Nicolae Neguţ (ROU)    |       | Valerij Rezantsev (URS)      | 2   | 2   |
| 1   | 1   | Kimuchi Tani (JPN)     |       | Jean-Marie Chardonnens (SUI) | 3   | 3   |
| 4   | 4   | Barend Kops (NED)      | 0:00  | Josip Čorak (YUG)            | 0   | 0   |
| 2   | 2   | Lothar Metz (GDR)      |       | Czesław Kwieciński (POL)     | 2   | 2   |
| 3   | 3   | Stoyan Ivanov (BUL)    |       | József Pércsi (HUN)          | 1   | 1   |

#### Omgång 2
| TPP | MPP |                          | Poäng |                              | MPP | TPP |
| --- | --- | ------------------------ | ----- | ---------------------------- | --- | --- |
| 7   | 4   | Roland Andersson (SWE)   | 7:03  | Håkon Øverby (NOR)           | 0   | 0   |
| 5   | 4   | Wayne Baughman (USA)     | 8:03  | Günter Kowalewski (FRG)      | 0   | 4   |
| 2   | 0   | Nicolae Neguţ (ROU)      | 0:52  | Kimuchi Tani (JPN)           | 4   | 5   |
| 2   | 0   | Valerij Rezantsev (URS)  | 2:59  | Jean-Marie Chardonnens (SUI) | 4   | 7   |
| 1   | 1   | Josip Čorak (YUG)        |       | Lothar Metz (GDR)            | 3   | 5   |
| 3   | 1   | Czesław Kwieciński (POL) |       | Stoyan Ivanov (BUL)          | 3   | 6   |
| 1   |     | József Pércsi (HUN)      |       | Bye                          |     |     |
| 4   |     | Barend Kops (NED)        |       | DNA                          |     |     |

#### Omgång 3
| TPP | MPP |                         | Poäng |                          | MPP | TPP |
| --- | --- | ----------------------- | ----- | ------------------------ | --- | --- |
| 1.5 | 0.5 | József Pércsi (HUN)     |       | Wayne Baughman (USA)     | 3.5 | 8.5 |
| 2   | 2   | Håkon Øverby (NOR)      |       | Nicolae Neguţ (ROU)      | 2   | 4   |
| 8   | 4   | Günter Kowalewski (FRG) | 0:00  | Valerij Rezantsev (URS)  | 0   | 2   |
| 5   | 0   | Kimuchi Tani (JPN)      | 1:58  | Lothar Metz (GDR)        | 4   | 9   |
| 3   | 2   | Josip Čorak (YUG)       |       | Czesław Kwieciński (POL) | 2   | 5   |

#### Omgång 4
| TPP | MPP |                          | Poäng |                    | MPP | TPP |
| --- | --- | ------------------------ | ----- | ------------------ | --- | --- |
| 2.5 | 1   | József Pércsi (HUN)      |       | Håkon Øverby (NOR) | 3   | 5   |
| 8   | 4   | Nicolae Neguţ (ROU)      | 7:36  | Josip Čorak (YUG)  | 0   | 3   |
| 2   | 0   | Valerij Rezantsev (URS)  | 1:24  | Kimuchi Tani (JPN) | 4   | 9   |
| 5   |     | Czesław Kwieciński (POL) |       | Bye                |     |     |

#### Omgång 5
| TPP | MPP |                          | Poäng |                         | MPP | TPP |
| --- | --- | ------------------------ | ----- | ----------------------- | --- | --- |
| 5   | 0   | Czesław Kwieciński (POL) | 2:04  | József Pércsi (HUN)     | 4   | 6.5 |
| 9   | 4   | Håkon Øverby (NOR)       | 1:39  | Valerij Rezantsev (URS) | 0   | 2   |
| 3   |     | Josip Čorak (YUG)        |       | Bye                     |     |     |

#### Sista omgångarna
| TPP | MPP |                          | Poäng |                          | MPP | TPP |
| --- | --- | ------------------------ | ----- | ------------------------ | --- | --- |
|     | 2   | Josip Čorak (YUG)        |       | Czesław Kwieciński (POL) | 2   |     |
| 5   | 3   | Josip Čorak (YUG)        |       | Valerij Rezantsev (URS)  | 1   |     |
| 5   | 3   | Czesław Kwieciński (POL) |       | Valeri Rezantsev (URS)   | 1   | 2   |